# Bill Flores

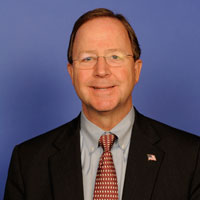
Bill Flores (2011)

William H. „Bill“ Flores (* 25. Februar 1954 in Cheyenne, Wyoming) ist ein US-amerikanischer Politiker der Republikanischen Partei. Von 2011 bis 2021 vertrat er den 17. Kongresswahlbezirk des Bundesstaates Texas im US-Repräsentantenhaus.

## Werdegang
Bill Flores studierte bis 1976 an der Texas A&M University und danach bis 1985 an der Baptist University in Houston. Danach arbeitete er in der freien Wirtschaft und machte eine Karriere im Öl- und Gasgewerbe. In dieser Branche war er bei mehreren Firmen in verschiedenen Stellungen tätig. Schließlich wurde er Vorstandsvorsitzender der Phoenix Exploration Company. Er war auch Mitglied der Texas Real Estate Commission.
Bei der Wahl 2010 wurde er im 17. Kongresswahlbezirk von Texas in das US-Repräsentantenhaus in Washington, D.C. gewählt, wo er am 3. Januar 2011 die Nachfolge des Demokraten Chet Edwards antrat, den er mit 61,8 % der Wählerstimmen geschlagen hatte. Flores war vormals Mitglied im Haushaltsausschuss, im Veteranenausschuss und im Committee on Natural Resources sowie in drei Unterausschüssen. Später gehörte er dem Ausschuss für Energie und Handel sowie drei von dessen Unterausschüssen an. Seit 2015 leitet er das Republican Study Committee. Er gilt als sehr konservativ.
Anfang September 2019 gab Flores bekannt, bei der Wahl 2020 nicht wieder anzutreten. Er war damit der fünfte republikanische Repräsentant aus Texas, der im 116. Kongress seinen Rückzug aus der Politik ankündigte, was politische Beobachter als „Texodus“ bezeichnet haben – ein Signal der Verschiebung der politischen Kräfteverhältnisse im Bundesstaat und der geringen Aussichten der Republikaner, im 117. Kongress die Mehrheit zurückzugewinnen. Flores’ Mandat endete am 3. Januar 2021.
Bill Flores ist verheiratet und hat zwei Kinder. Die Familie lebt privat in Bryan.